# Tanvi Kishore
Tanvie Kishore (en árabe: تانفي كيشور‎; en maratí: तन्वी किशोर) es una actriz bareiní y del cine marathi, notable por su performance en Sagar Ballary's y su debut en el cine marathi Bhatukali
Sus padres Kishore Parab un ingeniero; y, Ketki Parab una abogada. Tanvi tiene un hermano menor Karan. Y, Tanvie fue criada en Dubái y estudió en 'Our Own English High School' (Sharjah), y se mudó a Pune para la High School media y completó el 12º grado en ciencia, por el Fergusson College (Pune) y obtuvo un título en BFT (licenciatura en comercio exterior) Y, también completó su alemán para negocios de Max Muellur Bhavan (Pune).
Hizo su debut en la televisión en la telenovela diaria "majhiya priyala preet kalena" para Zee Marathi por Balaji telefilms, donde interpretó al personaje 'Namrata', una chica de regreso de Jersey. En el año 2014 recibió un gran reconocimiento por su papel de 'Bhargavi Deshmukh 'en la película Bhatukali (2014) producida por Sagar Bhallary. Tanvie también hizo una aparición especial como personaje principal en la película de Bollywood "kuku mathur ki jhand ho gayi" producida por Ekta Kapoor y Bijoy nambiar.Tanvie ha hecho 19 tv comerciales y campañas publicitarias para chandukaka saraf, passpass, paloma, dainik bhaskar, skincity india y muchos más.
Con la película Bhatukali (lanzada en junio de 2014) con el debut del director Bheja Fry, basado en relaciones familiares , actuando la debutante Tanvie Kishore. La película fue muy bien en taquilla y Tanvie también recibió reconocimientos de la crítica, por su trabajo. Después de haber estudiado en Fergusson College en Pune, Tanvie tuvo su primer descanso en la serie Mazhiya Priyala Preet Kalena. Cumplió un rol de aventuras y conducía una bicicleta, disfrutando interpretando a un elegante personaje de una niña, amiga cercana del héroe. Con las escenas de la bicicleta, incluso sufrió una lesión cuando la bicicleta patina al costado de la carretera mientras dobla bruscamente; mantuviéndola alejada del rodaje por un tiempo.